# 辛島町停留場
辛島町停留場（からしまちょうていりゅうじょう）は、熊本県熊本市中央区新市街7-1地先にある熊本市電の電停。かつては熊本市産業文化会館の最寄であることから産文会館前の副名称があった。A系統とB系統の乗り換え駅となっている。停留所番号は8。

## 利用可能な軌道路線
- 熊本市交通局
  - 幹線 - ■A系統（熊本駅前方面・健軍町方面）、■B系統（健軍町停留場方面）
  - 上熊本線 - ■B系統（上熊本方面）

## 歴史

### 年表
- 1924年（大正13年）08月01日：東辛島町停留場として開業。
- 1929年（昭和04年）06月20日：移設（2か所に分かれる）。同日、春竹線（当時電停 - 春竹駅前（後の南熊本駅））開通
- 1936年（昭和11年）08月28日：辛島町停留場に改称。
- 1970年（昭和45年）05月01日：春竹線（辛島町 - 南熊本駅前）廃止[1]、6号線（交通局前 - 辛島町 - 南熊本駅前）も同時に春竹線電停を廃止。
- 1988年（昭和63年）12月：辛島交差点ロータリー撤去。
- 2021年（令和03年）06月21日：バリアフリー化工事開始[2]。同年10月16日に30m花畑町停留場寄りにA・B両系統下り新停留場と上り仮設停留場が移設[3]。
- 2022年（令和04年）01月22日：上り停留場改修工事完了（上り仮設停留場から再移設）[4][5]。（ 同年2月28日辛島町停留場付近の軌道改良終了[6]。
- 2024年（令和6年）12月31日：熊本城・市役所前停留場南側付近で脱線事故が発生。辛島町 - 水道町間が3日間不通となり、田崎橋および上熊本駅方面からの電車は辛島町で折り返し運転を実施[7]。
- 2025年（令和7年）
  - 1月15日：前日夜から熊本城・市役所前電停付近でレール幅を修正する緊急工事が実施。同月16日にかけて辛島町 - 水道町電停間が不通となり、前月同様の折り返し運転が行われた[8]。
  - 3月25日：熊本城・市役所前停留場で発生した車両追突事故の影響により同日19時頃まで全線で運転見合わせ。翌日にかけて辛島町 - 水道町電停間が不通となり、前述同様の折り返し運転が行われた[9]。
  - 6月1日：熊本城・市役所前停留場付近でレールの剥落が発見される。辛島町 - 水道町電停間が不通となり、前述同様の折り返し運転が行われた[10]。

### 停留場名の由来
周辺の地名にちなむ。かつて周辺には陸軍の練兵場があり市街地を分断しており、熊本市長であった辛島格が練兵場の移転に尽力した。その功績を記念し町名および公園名に市長の名が付けられた。

## 停留場構造
相対式ホーム2面2線を有する。花畑町側、三菱UFJ銀行熊本支店前と辛島公園南側に折り返し設備がある。横断歩道を渡ってアクセスする。車椅子に対応。

### のりば
| のりば               | 路線           | 方向                     | 行先                                                       |
| -------------------- | -------------- | ------------------------ | ---------------------------------------------------------- |
| 東側（新市街入口側） | ■A系統         | 上り（後寄り・交差点側） | 河原町・熊本駅前・田崎橋方面                               |
| 東側（新市街入口側） | ■B系統         | 上り（前寄り）           | 新町・段山町・本妙寺入口・上熊本方面                       |
| 西側（花畑広場側）   | ■A系統・■B系統 | 下り                     | 通町筋・新水前寺駅前・水前寺公園・動植物園入口・健軍町方面 |

#### 過去
現在の位置からロータリーで分岐して南熊本方面にも2面2線の乗降場が存在し、主に春竹線（通町筋方面行きを除く）や川尻線の発着駅に使われていた。

### 乗り換え
辛島町停留場では、A系統とB系統の電車を乗り換えることができる。いずれの場合も20分を過ぎた乗り換えは無効となる。
- 現金の場合は、乗務員より乗換券が発行される。乗換券には発行時刻が記される[12]。
- ICカードの場合は通常の乗降と同様に[注釈 1]、それぞれの電車の乗降時にカードをカードリーダーにタッチする。乗り換えが有効であれば、乗り換えた電車の降車時に0円で処理される[13]。

## 利用状況
2015年度の乗車人員数は2,556人である。熊本市交通局の電停の中で5番目に利用者が多い。
1日平均の乗降人員は以下の通り。
| 年度   | 1日平均 乗車人員 | 1日平均 乗降人員 |
| ------ | ---------------- | ---------------- |
| 2011年 | 2,332            | 5,084            |
| 2012年 | 2,136            | 4,527            |
| 2013年 | 2,332            | 4,653            |
| 2014年 | 2,618            | 5,275            |
| 2015年 | 2,556            | 5,396            |

## 停留場周辺

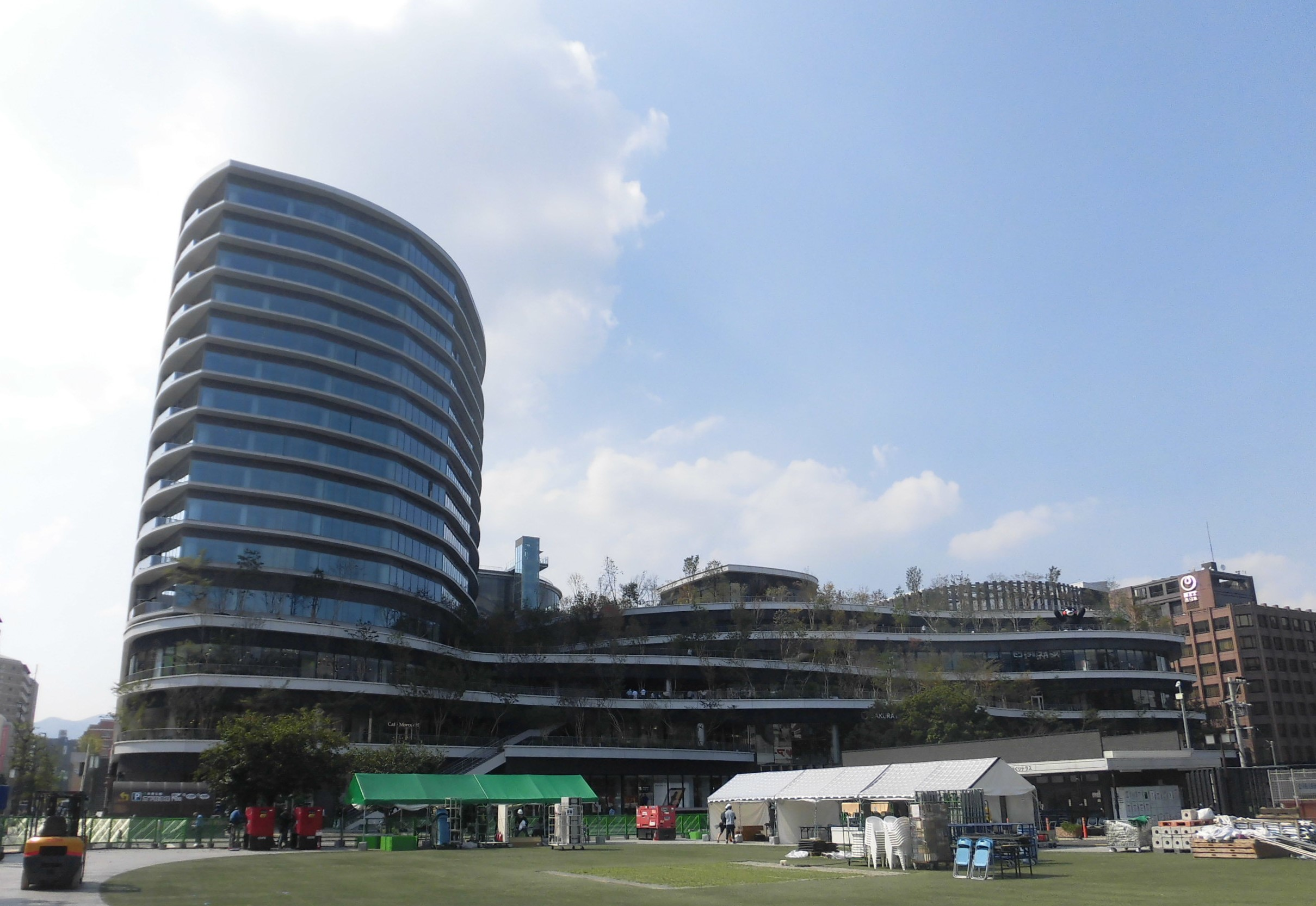
SAKURA MACHI Kumamoto

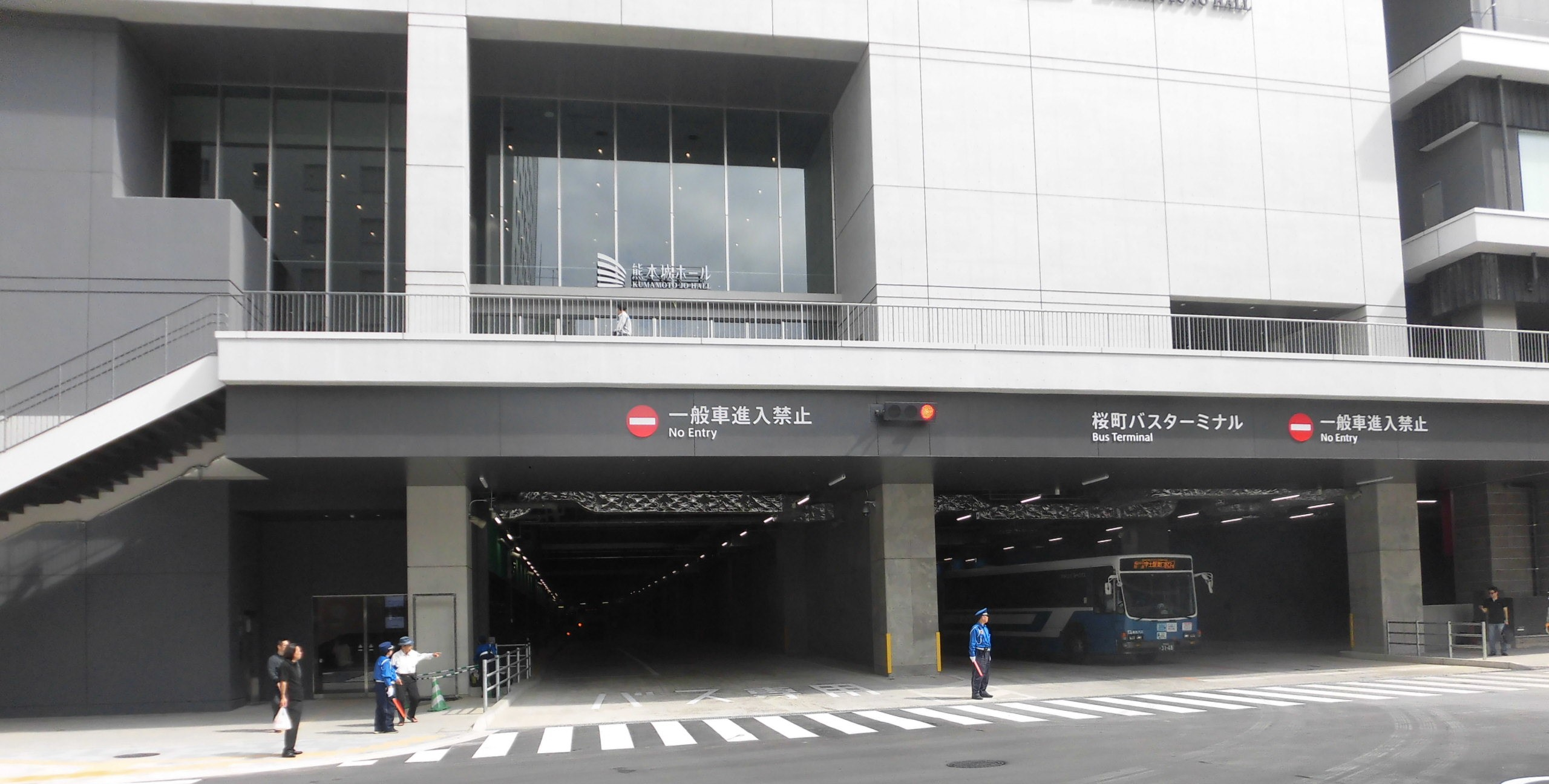
熊本桜町バスターミナル

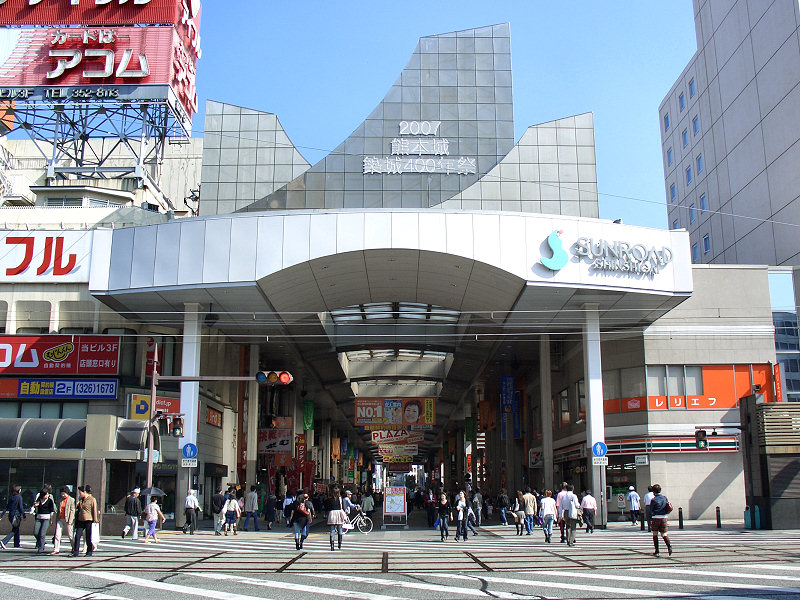
サンロード新市街

通町筋停留場と並ぶ熊本市のショッピングゾーンの拠点で、バスセンターである熊本桜町バスターミナルはこの駅が最寄。また、駅東側には道幅の広いサンロード新市街アーケードがあり、熊本県最大の繁華街・下通商店街やファッションストリートとして有名なシャワー通と結ばれている。
- 辛島公園
- 花畑広場（旧:熊本市産業文化会館跡地）
- SAKURA MACHI Kumamoto
  - 熊本桜町バスターミナル
- 熊本東急REIホテル
- 東横INN熊本桜町バスターミナル前
- 三井ガーデンホテル 熊本
- 熊本新市街郵便局
- 肥後銀行本店
- 熊本県信用組合本店
- ドンキホーテ熊本中央店
- 日本銀行熊本支店
- 三菱UFJ銀行熊本支店
- 岡三証券熊本支店
- Denkikan（映画館）
- 熊本シティエフエム
- THE PLACE花畑（九州産業交通ホールディングス本社など入居）
- 西岸寺

## バス路線
- 南熊本方面利用の場合、最寄りのバス停は「新市街」[注釈 2][16]バス停

●熊本バス
M0-0・M1-1・M2-1・M3-1・M3-2・M4-1～M4-3・M5-1・M6-1～M6-6系統
○熊本都市バス
P1-1・P3-1（長溝団地線）系統
上記のバス停は同一箇所に設置。
- その他の路線は

## 隣の停留場
熊本市交通局
■A系統（幹線）
慶徳校前電停 (7) - 辛島町電停 (8) - 花畑町電停 (9)
■B系統（上熊本線・幹線）
西辛島町電停 (B9) - 辛島町電停 (8) - （幹線）花畑町電停 (9)

### 廃止路線
熊本市交通局
春竹線
辛島町電停 - 代継橋電停